# Tobogán

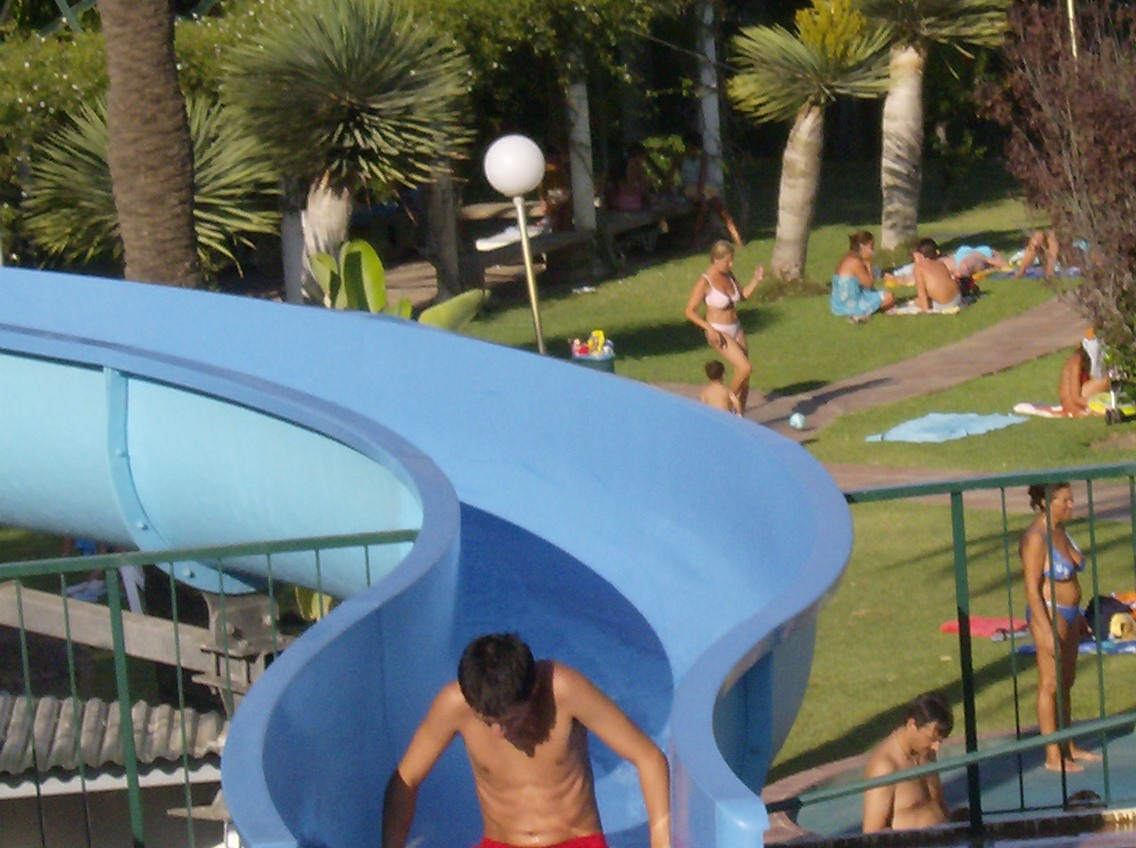
Tobogán en un parque acuático.

Tobogán, del algonquino toboggan («trineo»), resbaladilla en México, resbalín en Chile, surra surra en Panamá (por la acción de deslizarse) y chorraera en Málaga (Andalucía, España) es una construcción de carácter recreativo, que consiste en una rampa deslizante elevada en su parte posterior por una escalera que permite el ascenso a la parte superior para proceder al deslizamiento sobre la superficie. Se puede considerar como la parte central de la diversión en los parques acuáticos modernos.

## Etimología
Originariamente la palabra inuit hacía referencia a un trineo construido con tablas de madera curvadas en la parte anterior. La etimología de la palabra "tobogán", viene del francés "tabaganne", término adaptado del idioma Micmac, (propio de una tribu india de Canadá y perteneciente a las lenguas algonquianas) por canadienses francófonos a principios del siglo XIX.[cita requerida]
En inglés la palabra toboggan se refiere a un trineo grande para ser usado como transporte en la nieve.

## Tipos de tobogán

### Por su forma

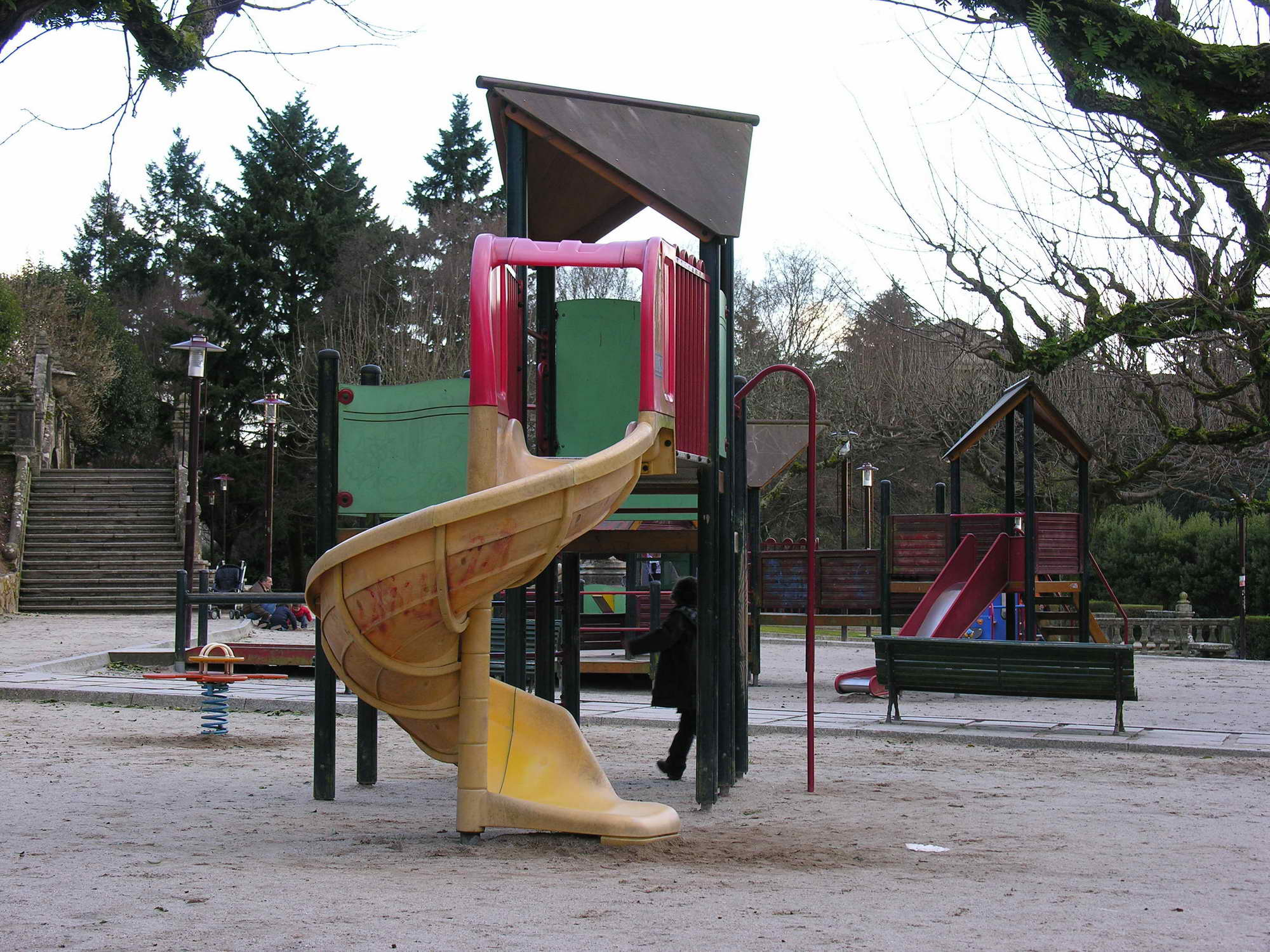
Tobogán en espiral.

Los toboganes son tradicionalmente metálicos, abiertos y con una superficie recta. Sin embargo, existen otros tipos de toboganes:

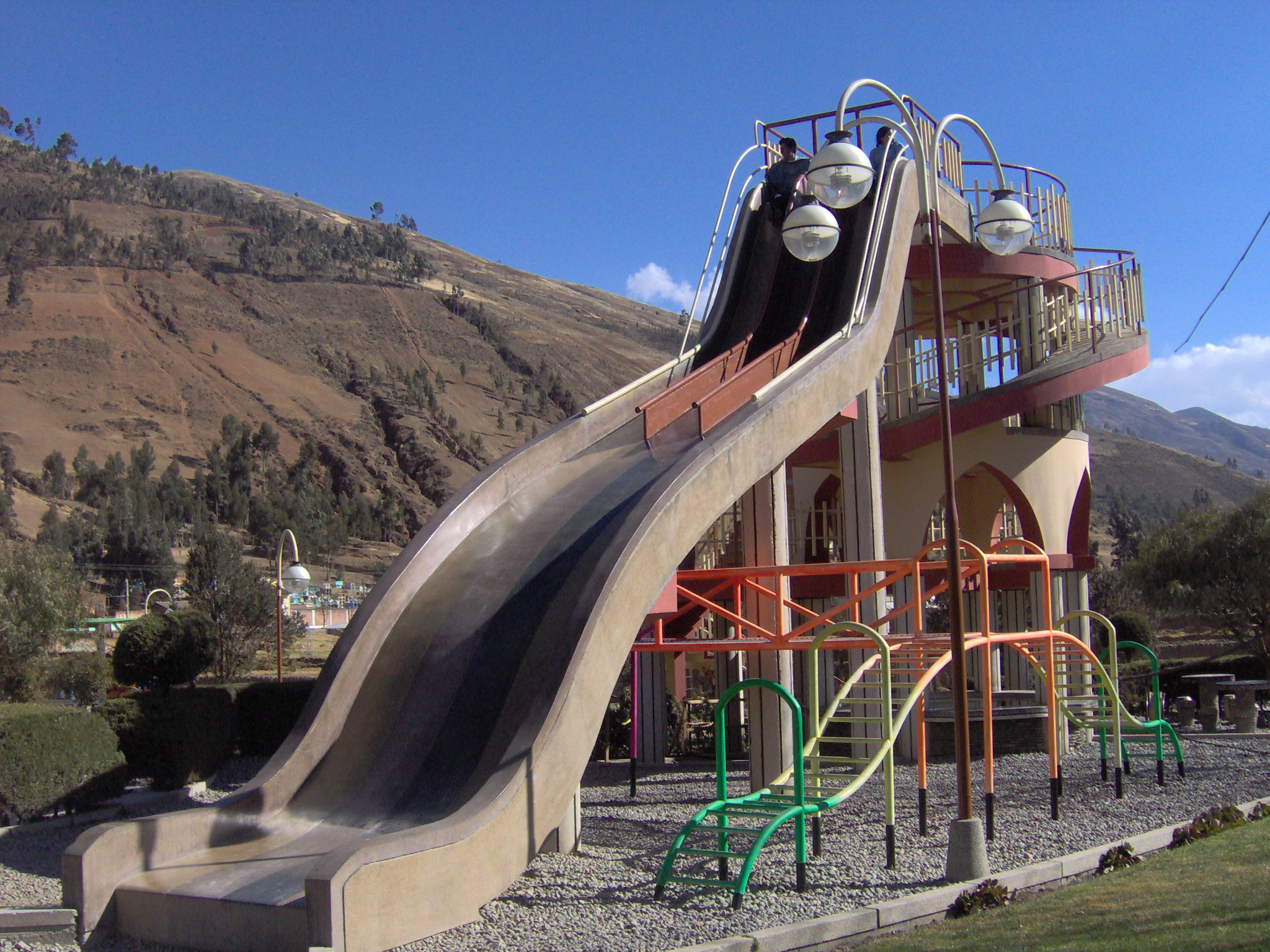
Tobogán de varias pendientes ubicado en el Parque Ecológico Infantil Chalampampa en la ciudad de Pampas.

- Tobogán tubo. Consiste en una estructura circular de plástico a través de la cual se delizan los niños.
- Tobogán en espiral. La superficie de deslizamiento es plástica y describe una curva que puede ser más o menos cerrada.
- Tobogán de varias pendientes. La superficie presenta dos o más pendientes de deslizamiento.
- Tobogán acuático. Propio de parques acuáticos, sobre su superficie corre una película de agua que favorece el deslizamiento. Este tobogán puede ser de gran longitud y contar con diferentes alturas y numerosas curvas en su recorrido. A diferencia del resto, en el tobogán acuático se pueden adoptar diferentes posturas de arranque:
  - Sentado
  - Tumbado hacia atrás
  - Tumbado hacia delante

#### Componentes
Los componentes de un tobogán acuático pueden variar de acuerdo al uso que se le dé, pero básicamente en un parque acuático consta de:
- Tobogán o Deslizadero o Canaleta. Normalmente de fibra de vidrio con curvas y giros, aunque hay rectos, que son los más arriesgados como el "kamikaze".
- Torre de Acceso. Sirve para llegar a la parte de zarpe, puede ser metálica, de hormigón, de madera o usando alturas geográficas del terreno.
- Torre de Soporte. Donde se asienta el Tobogán o Canaleta.
- Equipo Mecánico. Conforman las bombas y filtros independientes del sistema de recirculación de las piscinas para captar el agua para el Tobogán.
- Piscina Exclusiva de Arribo. Se debe considerar una piscina exclusiva para el arribo de los bañistas para evitar eventualidades. Aunque es habitual que se lo ubique en piscinas existentes con las debidas normas de seguridad.

### Por el tipo de acceso
Al tobogán se puede acceder directamente por una escalera o bien a través de una construcción en que los niños se pueden entretener aportando además valor estético al conjunto. La estructura puede adoptar las más variadas formas: torreta, fuerte, casita, etc. Así mismo, el acceso puede producirse a través de varios elementos alternativamente en el mismo juego: escaleras, cuerdas, espalderas, etc.